# Fronteras naturales de Francia

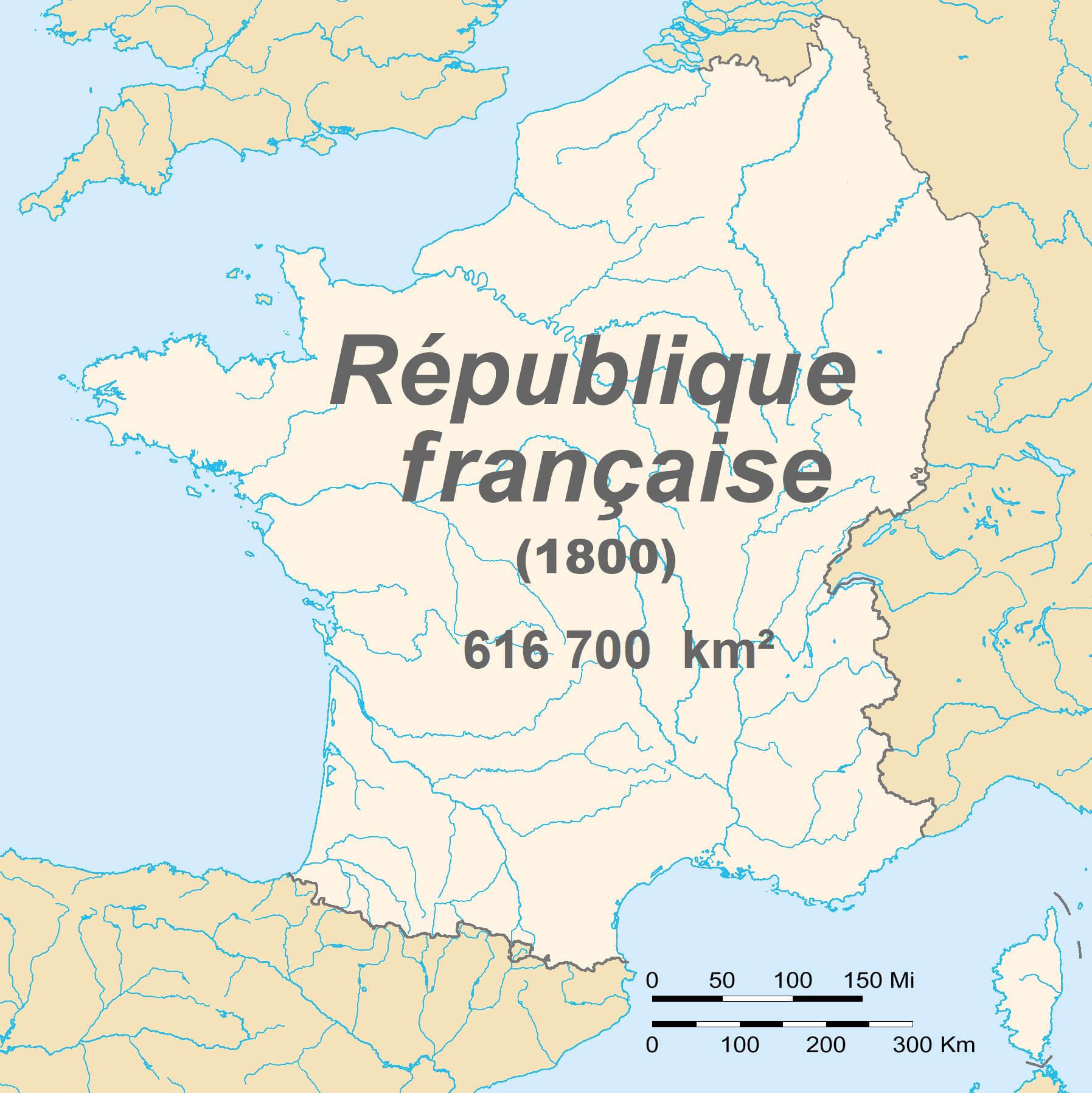
Francia en 1800. Las fronteras del país en ese momento correspondían a las fronteras naturales definidas por los revolucionarios franceses.

Las fronteras naturales de Francia (del francés: Frontières naturelles de la France) son una teoría política y geográfica desarrollada en Francia, especialmente durante la Revolución francesa. Corresponden al Rin, al océano Atlántico, a los Pirineos, y a los Alpes, según los revolucionarios.

## Teoría
La primera mención de las fronteras naturales apareció en 1642 en un testamento apócrifo del cardenal Richelieu. Se debe sin embargo esperar a 1786 para que esa idea sea desarrollada de nuevo. El prusiano nacionalizado francés Jean-Baptiste Cloots publicó en aquel año los Vœux d'un gallophile (deseos de un galófilo) y dio su apoyo a la incorporación a Francia de la ribera izquierda del Rin, «límite natural de los galos» (borne naturelle des Gaules).
Esta noción se difundió entre los revolucionarios franceses desde 1790, especialmente entre los jacobinos. Después de la victoria en Valmy el 20 de septiembre de 1792, la Convención Nacional instó a los soldados a perseguir a los ejércitos prusianos a través del Rin. Para el general Custine, comandante del Ejército del Rin, «si el Rin no es el límite de la República, esta perecerá». El 17 de diciembre, la Convención adopta el Decreto sobre la administración revolucionaria francesa de los países conquistados, preludio de la anexión de los Países Bajos austríacos (ex Países Bajos españoles, y futura Bélgica) por Francia. Así lo solicitó Danton el 31 de enero de 1793, justificando que «los límites de Francia están marcados por la naturaleza, los alcanzaremos desde los cuatro ángulos del horizonte : el Rin, el océano [atlántico], los Pirineos, los Alpes. Allí deben terminar los límites de nuestra República».